# Go Seigen
Wu Qingyuan (吳清源, Pinyin: Wú Qīngyuán, 12 de junho de 1914 – 30 de novembro de 2014), conhecido pelo seu nome ocidental Go Seigen, é considerado por muitos o melhor jogador de Go  de todos os tempos. 

## Biografia
Nasceu em 12 de Junho, 1914 em Fuzhou, Província de Fujian, sudeste da China, Go Seigen não iniciou seus estudos de Go antes dos nove anos, uma idade tardia para um profissional (Honinbo Dosaku iniciou os estudos em Go aos sete anos e Honinbo Shusaku começou com seis). Seu pai, que tinha apreendido lições de Go com Honinbo Shuho enquanto estudava no Japão, foi responsável por colocá-lo no mundo do jogo. Go Seigen era excelente e rapidamente se tornou uma criança prodígio no Go.  Até seus 12 anos, menos de três anos após a aprender a jogar, ele já era um forte  profissional, como foi evidenciado pelos seus jogos contra o jogador japonês Iwamoto Kaoru, 6p em 1926. No ano seguinte, ele foi capaz de conseguir um empate em um dos dois jogos contra outro profissional japonês, Inoue Kohei, 5p. Em 1928, ainda com apenas 14 anos, ele derrotou duas vezes Hashimoto Utaro, 4p. Go Seigen teve sua reputação conhecida até no Japão, país líder na força do Go, e um movimento foi iniciado para trazê-lo ao Japão. Ele posteriormente imigrou para o Japão, em 1928, a convite do Barão Kihachiro Okura e Inukai Tsuyoshi (mais tarde Primeiro-Ministro do Japão), e começou uma carreira profissional. Ele foi tutorado por Segoe Kensaku, o mesmo professor de Hashimoto Utaro e Cho Hunhyun.
Go Seigen começou sua ascensão ao topo do mundo profissional do Go muito cedo. Aos 18 anos ele já era um jogador de alto nível, pertencendo a uma pequena elite. Em 1933, juntamente com o seu grande amigo Kitani Minoru, Go Seigen desenvolveu e popularizou o Shinfuseki que quebrou uma longa tradição no padrão de aberturas. É por esta contribuição muito importante que Go Seigen and Kitani Minoru são reconhecidos como os pais do Go moderno.
Começando em 1939, Go Seigen iniciou uma série de espetaculares partidas (Jubango) contra  grandes jogadores da época,foi através dessas partidas que Go Seigen convincentemente demonstrava uma predominância esmagadora sobre seus contemporâneos. Go Seigen teve apenas um discípulo formal - Rin Kaiho. A estrela de Go Seigen começou a desvanecer no início dos anos 1960 devido a razões de saúde (ver seção intitulada "fim de carreira e aposentadoria", abaixo) e ele teve que se aposentar do jogo profissional de Go em 1964. No entanto, Go Seigen permaneceu ativo na comunidade através do ensino, da escrita e promovendo o Go ao redor do mundo.
Go seigen é comumente considerado entre os melhores jogadores de Go de todos os tempos, e frequentemente, como o maior jogador do século 20. Ele dominou o cenário de Go profissional por mais de um quarto de século, mantendo um brilhante registro de jogos. Derrotou sucessivamente todos os melhores jogadores da época na notável série jubango (disputa de dez jogos entre dois jogadores) chegando a forçá-los a tomar pedras de vantagem.   Alguns dos derrotados incluem Kitani Minoru, Karigane Junichi, Hashimoto Utaro, Iwamoto Kaoru, Fujisawa Hosai, Sakata Eio e Takagaw Kaku. Seigen perdeu apenas um jubango, contra Fujisawa Hosai, que jogava, no entanto, com a vantagem josen (jogava com as pretas durante todos os jogos da série). Nestas condições, Fujisawa venceu apenas com um placar de 6 a 4. Dez anos mais tarde, Go Seigen teve sua desforra, ao derrotar Fujisawa em dois jubango consecutivos, com placares de 7-2 e 5-1 respectivamente. Note-se que estes jogos jubango eram todos disputados sem komi (compensação em território por jogar em segundo). Go Seigen venceu o Oteai seis vezes e venceu um campeonato especial da Nihon Ki-in em 1933.
| Opponent                                                       | Record | Dates played |
| -------------------------------------------------------------- | --- | ------------ |
| Kitani Minoru 5p                                               | 3 - 3 (começou sem vantagens, abandonado depois que Kitani foi promovido a 6p; vantagem não foi alterada)                                                          | 1933 - 34    |
| Kitani Minoru 7p                                               | 6 - 4 (começou sem vantagens, Kitani foi forçado a tomar a vantagem sen-ai-sen handicap after 6 games (5-1))                                                       | 1939 - 40    |
| Karigane Junichi 8p                                            | 4 - 1 (começou sem vantagens, abandonado para evitar possível constrangimento a Karigane, já que mais uma derrota forçaria Karigane a tomar a vantagem sen-ai-sen) | 1941 - 42    |
| Fujisawa Kuranosuke 6p, posteriomente renomeado Fujisawa Hosai | 4 - 6 (começou com Fujisawa jpgando com a vantagem josen; vantagem não foi alterada)                                                                               | 1942 - 44    |
| Hashimoto Utaro 8p                                             | 6 - 3 - 1 (começou sem vantagens, Hashimoto foi forçado a tomar a vantagem sen-ai-sen depois de 8 jogos (6-2))                                                     | 1946 - 48    |
| Iwamoto Kaoru 8p                                               | 7 - 2 - 1 (começou sem vantagens, Iwamoto foi forçado a tomar a vantagem sen-ai-sen depois de 6 jogos (5-1))                                                       | 1948 - 49    |
| Contra um time de dez jogadores                                | 8 - 1 - 1 (uma série de dez jogos, mas não um jubango) | 1949 - 50    |
| Hashimoto Utaro 8p                                             | 5 - 3 - 2 (começou com Hashimoto jogando com a vantagem sen-ai-sen, vantagem não foi alterada)                                                                     | 1950 - 51    |
| Fujisawa Hosai 9p                                              | 7 - 2 - 1 (começou sem vantagens, Fujisawa foi forçado a tomar a vantagem sen-ai-sen depois de 9 jogos (6-2-1))                                                    | 1951 - 52    |
| Fujisawa Hosai 9p                                              | 5 - 1 (abandonado depois que Fujisawa foi forçado da vantagem sen-ai-senpara a vantegem josen)                                                                     | 1952 - 53    |
| Sakata Eio 8p                                                  | 6 - 2 (abandonado after Sakata foi forçado da vantagem sen-ai-sen para a vantagem josen)                                                                           | 1953 - 54    |
| Takagawa Kaku 8p                                               | 6 - 4 (começou sem vantagens, Takagawa foi forçado a tomar a vantagem sen-ai-sen depois de 8 jogos (6-2))                                                          | 1955 - 56    |

## Estilo
```
Go Seigen era notável por seu rítmo rápido de desenvolvimento e jogo, por seu estilo guerreiro, seu julgamento posicional e leitura aguçada das jogadas. Ele estabelecia seus grupos rapidamente, chegava aos pontos importantes primeiro e frequentemente usava muito menos tempo que seus adversários. Ele era excepcional em usar influência e fazer grandes trocas. Sua habilidade de ler as jogadas era rápida e precisa, sua intuição e julgamento posicional frequentemente era elogiada. Nota-se que raramente perdia uma batalha ko que ele iniciara. Assim como diversos jogadores de seu tempo, ele dominou a 
abertura de Shusaku
 antes de mudar para seu estilo próprio.
```

## Teórico
Além de ser um jogador competitivo inigualável, Go Seigen também fez grandes contribuições à teoria do Go, especialmente na área de fuseki (abertura). Ele é conhecido, juntamente com Kitani Minoru, como os líderes expoentes e inovadores da  shinfuseki, um período de experimentação revolucionária nas aberturas, que se desprendeu das jogadas tradicionais. Seigen atribuiu algumas de suas ideias a Honinbo Shuei, por quem tinha muito respeito. Como resultado de suas substanciais contribuições à teoria do Go, Go Seigen e Kitani Minoru são tratados como os pais do Go moderno. Ele foi o inventor da notável e revolucionária variação uchimagari (dobra interna) do avalanche joseki, que foi vista pela primeira vez num jogo contra Takagawa Kaku in 1957.